# جون سوزوكي (لاعب كرة قدم مواليد 1961)
جون سوزوكي (باليابانية: 鈴木 淳) (مواليد 17 أغسطس 1961)، هو لاعب كرة قدم ياباني سابق كان يلعب كلاعب وسط.

## وصلات خارجية
- جون سوزوكي على موقع الاتحاد الدولي (مؤرشف)  (الإنجليزية)
- جون سوزوكي على موقع قاعدة بيانات كرة القدم.إي يو (الإنجليزية)
- جون سوزوكي على موقع Soccerway.com (الإنجليزية)
- جون سوزوكي على موقع عالم كرة القدم.نت (الإنجليزية)
- J.League Data Site (باليابانية)